# Davy Roef
Davy Roef (ur. 6 lutego 1994 w Antwerpii) – belgijski piłkarz występujący na pozycji bramkarza w KAA Gent.